# André Michelin
André Jules Aristide Michelin (ur. 16 stycznia 1853, zm. 4 kwietnia 1931) – francuski przemysłowiec i wynalazca.

## Życiorys
Wraz ze swoim bratem Édouardem wynalazł w 1891 rozbieralną oponę pneumatyczną z dętką. Ich wynalazek znalazł zastosowanie najpierw w kołach rowerowych, a później w kołach samochodowych. Dzięki temu zakłady Michelin w Clermont-Ferrand stały się jednym z największych na świecie producentów opon samochodowych.
André Michelin był również twórcą znanego francuskiego przewodnika turystycznego dla zmotoryzowanych Guide Michelin. W 1910 wydał znaną składaną mapę samochodową Francji. Przewodniki i mapy Michelin są we Francji równie znane jak opony tej firmy.